# Новая игра плюс
Новая игра плюс, также Новая игра+ (NG+) — разблокируемый режим компьютерной игры, доступный в некоторых из них, позволяющий игроку начинать новую игру после того, как он закончит её хотя бы один раз. В режиме новой игры+ добавляются определённые функции, обычно недоступные при первом прохождении, или некоторые аспекты законченной игры влияют на только что начатую игру, например, сохранение новых игровых предметов или опыта, полученного при первом прохождении. Новая игра+ также известна как «режим воспроизведения», «повторное воспроизведение», «режим вызова» или «Новая игра Ex». Жанр, в котором они наиболее распространены, — это CRPG.

## Происхождение
Термин был введён в 1995 году в Chrono Trigger, но примеры можно найти в более ранних играх, таких как Digital Devil Story: Megami Tensei, The Legend of Zelda, Ghosts’n Goblins и Super Mario Bros. Начиная новую игру+, персонажи обычно начинают со статистикой и/или снаряжением, с которыми они закончили последнюю игру. Ключевые предметы, связанные с сюжетом, обычно удаляются, чтобы они не могли испортить ход игры, и возвращаются игроку по мере прохождения, как и в оригинальной новой игре, также как и разблокированные персонажи, определённые скины и т. д.

## Примеры
Игры с несколькими концовками, такие как Chrono Trigger, могут включать режим новая игры плюс, который позволяет игроку исследовать альтернативные концовки. Во многих играх в режиме новой игры плюс увеличена сложность, например, в серии Mega Man и Borderlands. Другие используют эту функцию для продвижения сюжета. В Astro Boy: Omega Factor игрок использует игровой механизм выбора сцены, объяснённый в истории как форма путешествия во времени, чтобы предотвратить катастрофу, в то время как в Eternal Darkness: Sanity’s Requiem игрок побеждает трёх разных финальных боссов, по одному в каждом прохождении, чтобы получить доступ к истинной концовке.
Некоторые функции режима новой игры+ изменяют устоявшийся игровой процесс. Это включает в себя открытие новых персонажей, таких как в Castlevania: Symphony of the Night, новых областей, таких как в Parasite Eve, новых предметов, таких как в серии Metal Gear, и новых задач, таких как в серии игр .hack.
Игры, которые имеют подключение к сервисам цифровой дистрибуции, могут потребовать от игрока прохождения новой игры плюс для получения определённых достижений, таких как достижение «Ребёнок бедствия» в игре Bastion. Другим могут потребоваться дополнительные покупки в виде загружаемого контента, например, в Yakuza: Like a Dragon.
Небольшой вариацией новой игры+ является чистая игра, также известная как «сценарий после игры». Игрок может продолжить прохождение после завершения основной истории, что позволит ему увидеть влияние своего выбора на игровой мир и повествование, а также выполнять любые оставшиеся побочные квесты. EarthBound — это ранний пример такой игры, позже использовавшийся в таких крупных франшизах, как The Legend of Zelda, Fallout, Grand Theft Auto, Pokémon и Star Ocean.